# Cosmus Flam
Cosmus Flam (Pseudonym), Geburtsname Josef (Joseph) Pietsch (* 21. Februar 1899 in Groß-Nädlitz, Provinz Schlesien; † (vermisst) Januar 1945 wahrscheinlich in Breslau) war ein deutscher Schriftsteller.

## Leben
Josef Pietsch wuchs in Breslau auf. Nach dem Studium an der Universität Breslau, das er 1922 mit der Promotion abschloss, war er Beamter in Berlin und Breslau, zuletzt als Regierungsrat. Zeitweise war er als Wanderprediger tätig. Kurz vor der Schlacht um Breslau wurde er als Soldat eingezogen. Vermutlich kam er in den Kämpfen um und gilt seither als vermisst.

## Werke
- Die jüngere Bronzezeit in Schlesien. Die Typologie der Großkeramik. Breslau, Phil. Diss. v. 29. Juli 1922.
- Athanasius kommt in die Großstadt oder Die Tiergrube. Roman, Bergstadtverlag, Breslau 1930.
- Das letzte Kleinod. Der Weg des Kunsthändlers Vincenz Josua Born. Roman, Bergstadtverlag, Breslau 1931.
- Die Salzstörche. Eine Erzählung aus der Friderizianischen Zeit. Bergstadtverlag, Breslau 1934. (auch mit dem Untertitel Eine Schmugglergeschichte aus dem Isergebirge, 1959) (Polnische Ausgabe: Solne bociany. Opowieść o izerskich przemytnikach z czasów Fryderyka Wielkiego, Wydawnictwo Wielka Izera, Chromiec 2020; Solne bociany. Opowieść o izerskich szmuglerach z czasów króla Fryderyka. Wydanie ilustrowane, Wydawnictwo Wielka Izera, Chromiec 2021)
- Die Wallfahrten des Daniel Paschasius von Osterberg und wie er zu Albendorf das schlesische Jerusalem aufbaute zum Ruhm Gottes. Roman, Bergstadtverlag, Breslau 1935.
- mit Otto Heinrich Fleischer (Hrsg.): Die Winterpostille. Ein Lese- und Singebuch für Winter und Weihnacht. Bergstadtverlag, Breslau 1936 (Neuausgabe 1955)
- Ein Land entsteigt der Dämmerung. Roman, Bergstadtverlag, Breslau 1938. (Neudruck Stuttgart 1949; gekürzte Neuausgabe mit dem Untertitel Für junge Deutsche, ausgewählt und eingeleitet von Friedrich Stumpe. 1955; Neuausgabe Bergstadtverlag Korn, München 1968).
- mit Johannes Grüger: Zwei Jungen erleben Deutschland. Ostdeutsche Verlagsanstalt, Breslau 1940.